# Kenneth Branagh
Pour les articles homonymes, voir Branagh.
Sir Kenneth Charles Branagh (prononcé en anglais : /ˈkɛnəθ ˈbɹænə/) est un acteur, réalisateur, scénariste et producteur de cinéma britannique, né le 10 décembre 1960 à Belfast (Irlande du Nord).
Diplômé de la Royal Academy of Dramatic Art, il est connu du grand public pour ses rôles dans Harry Potter et la Chambre des secrets (2002), Good Morning England (2009), Dunkerque (2017) et Tenet (2020), ainsi que des amateurs de cinéma classique pour ses rôles dans les adaptations des pièces de Shakespeare qu’il réalise, Henry V (1989), Beaucoup de bruit pour rien (1993) et Hamlet (1996). Il est nommé aux Oscars à huit reprises à titre personnel, dont une nomination à l'Oscar du meilleur acteur et deux à l'Oscar du meilleur réalisateur.
Kenneth Branagh joue Isambard Kingdom Brunel, l'un des personnages phares de l'époque victorienne lors de la Cérémonie d'ouverture des Jeux olympiques d'été de Londres en juillet 2012, dirigée par Danny Boyle, retraçant les différentes ères de l'histoire du Royaume-Uni. Il est anobli par la reine Élisabeth II en novembre suivant, pour services aux arts dramatiques et son action sociale en Irlande du Nord.
En 2022, il remporte à la surprise générale l'Oscar du meilleur scénario original pour son drame semi-autobiographique Belfast, film qui avait obtenu sept nominations.

## Biographie

### Débuts
Kenneth Charles Branagh passe son enfance à Belfast jusqu'à 9 ans, âge auquel il arrive en Angleterre, à Reading, dans le Berkshire. Il poursuit des études à la Royal Academy of Dramatic Art de Londres.
Sorti de l'école en 1982, Branagh débute sur les planches londoniennes dans Another Country, où il remporte le prix du Meilleur espoir de la Society of West End Theatres. Mais c'est son rôle dans Henry V pour la Royal Shakespeare Company, à l'âge de 23 ans, qui le consacre comme un des meilleurs nouveaux talents de la scène britannique.
En 1987, le comédien se sépare de la RSC, jugeant les priorités de l'établissement plus bureaucratiques qu'artistiques, et il entreprend de fonder sa propre compagnie, la Renaissance Theatre Company, avec son ami l'acteur David Parfitt. Si la première pièce, Public Enemy (jouée, écrite et dirigée par Kenneth Branagh lui-même), est un échec, les productions suivantes de la RTC, La Nuit des rois, Beaucoup de bruit pour rien et Hamlet plaisent aux critiques. Branagh est alors surnommé « le nouveau Laurence Olivier ».
Parallèlement, Branagh publie, à 28 ans, une autobiographie intitulée Beginning, pour financer sa compagnie de théâtre. D’autre part, il rencontre Emma Thompson, qu'il épouse en 1989 : ils forment un couple à la ville comme à l'écran, mais divorcent en 1995. En 1997, Helena Bonham Carter, sa compagne d'alors, lui présente Lindsay Brunnock, directrice artistique de cinéma. Branagh et Brunnock entament une relation en 2002 sur le tournage du film Shackleton, aventurier de l'Antarctique, et se marient l'année suivante.

### 1989-2014: entre acteur et réalisateur (de Shakespeare àMy Week with Marilyn)
En 1989, Branagh passe derrière la caméra avec l'adaptation cinématographique de la pièce de Shakespeare Henry V. Le film rencontre un grand succès critique et international, l'année même de la disparition de Laurence Olivier. À 29 ans, il devient le troisième plus jeune réalisateur à être nommé pour l'Oscar du meilleur réalisateur.
Il remporte de nouveaux succès avec le film noir Dead Again (1991), la comédie dramatique Peter's Friends (1992) et l'adaptation shakespearienne Beaucoup de bruit pour rien (1993), qui obtient une citation à l'Independent Spirit Award du meilleur film.
En 1994, il connaît son premier grand échec avec Mary Shelley's Frankenstein. Branagh finance son film suivant, une petite comédie en noir et blanc, Au beau milieu de l'hiver, où pour la première fois il ne joue pas. En 1995, il interprète le traître Iago dans Othello d'Oliver Parker, et divorce d'avec Emma Thompson avant de donner la réplique à Christian Bale et Robert Sean Leonard dans le drame musical Swing Kids.
En 1996, Kenneth Branagh réalise son rêve d'adapter Hamlet sur grand écran : il s'agit d'un film de quatre heures, dont le titre est également Hamlet, pour lequel il cumule les fonctions d'adaptateur pour le scénario, acteur et réalisateur ; ce film est nommé dans plusieurs catégories aux Oscars 1997 sans toutefois obtenir de récompense. Il remporte néanmoins d'autres prix en 1997 et 1998. Même s'il est loué par la critique, le film est un échec commercial.
Après cette aventure, l'auteur-interprète accepte plus volontiers de se laisser diriger, que ce soit par Robert Altman dans The Gingerbread Man (1998) ou par Woody Allen dans Celebrity. Il délaisse même son image classique pour interpréter l'extravagant et démoniaque Dr Loveless dans Wild Wild West en 1999.
Il repasse derrière la caméra pour une quatrième adaptation de l'œuvre de Shakespeare, avec Peines d'amour perdues (1999), dans un film rendant hommage aux comédies musicales. En 2000, il prête sa voix au personnage de Miguel dans La Route d'Eldorado et il est à l'affiche de Comment tuer le chien de son voisin, de Michael Kalesniko.
En 2002, il obtient le rôle du professeur de défense contre les forces du mal Gilderoy Lockhart dans Harry Potter et la Chambre des secrets, de Chris Columbus. En 2009, il est, dans Good Morning England (The Boat That Rocked) de Richard Curtis, le ministre opposé aux radios pirate.
Outre le cinéma, il a joué aussi dans plusieurs productions télévisées. Parmi ses rôles les plus marquants, il interprète, en 2001, dans le téléfilm historique Conspiration, le général SS Reinhard Heydrich, participant de la conférence de Wannsee (au cours de laquelle a été décidée la solution finale). En 2008, il incarne l'inspecteur Kurt Wallander, dans la série policière éponyme de la BBC. Son interprétation de policier dépressif dans des paysages nordiques mornes lui vaut plusieurs récompenses. La série a d'abord été tournée et diffusée en 2008 et 2009. Devant son succès, le tournage d'une troisième saison de six nouveaux épisodes a été envisagé.
En 2011, il interprète Laurence Olivier dans le film My Week with Marilyn de Simon Curtis, ce qui lui vaut une nomination à l'Oscars 2012 en tant que meilleur acteur dans un second rôle : « J'avais bien quelques inquiétudes, mais j'ai décidé que je devrais au moins lire le script et voir ensuite. Je fus complètement captivé par l'histoire. Je connaissais les livres de Colin Clark, sur laquelle est fondé le scénario ; mais ce qui me surprit fut que ce qui aurait pu être un regard véritablement cancanier dans la réalisation, était en réalité touchant, tendre, et très très drôle. […] Le scénario a une grande et tendre compassion pour Olivier et Marilyn Monroe ainsi que pour cette période. Ce n'est donc pas seulement pour sa fascinante vision du monde de la création artistique et du cinéma, mais également pour son scénario véritablement captivant ».
Kenneth Branagh a aussi réalisé le film de super héros Marvel Thor avec tom hiddelston ,Chris Hemsworth et Natalie Portman dans les rôles principaux[réf. souhaitée].
Il est fait chevalier le 16 juin 2012 pour services rendus à l'art dramatique et à l'Irlande du Nord.
En juillet 2012, au cours de la cérémonie d'ouverture des Jeux olympiques de Londres, Danny Boyle (qui avait carte blanche pour « émerveiller » le public et les organisateurs) a fait appel à Kenneth Branagh pour réciter un extrait de La Tempête de Shakespeare habillé en Isambard Brunel (1806-1859), ingénieur pionnier des chemins de fer britanniques.

### Depuis 2015: Retour en force comme réalisateur
Mais c'est vraiment en 2015 que l'acteur et réalisateur britannique connaît un regain de reconnaissance en réalisant une nouvelle adaptation en prise de vues réelles de Cendrillon, pour les studios Disney. Pour ce film, le réalisateur choisit de confier le rôle principal du film à la jeune Lily James alors peu connue du grand public, et s'entoure ensuite de l'acteur Richard Madden et des actrices Cate Blanchett et Helena Bonham Carter pour les rôles respectifs du prince, de la belle-mère de l'héroïne et de la marraine bonne fée.
À sa sortie en salles, le long-métrage, favorablement accueilli par la critique, est un beau succès. Le journal français Marianne écrit que « Kenneth Branagh signe une pure féerie, qui met en lumière la sagesse impertinente de cette ode à l'enfance » tandis que le site Ecran Large salue ses qualités en tant que metteur en scène : « Branagh, libéré de toute mode ou exigence de style propre à l’air du temps, se fait plaisir et nous réjouit les pupilles en emballant un récit merveilleux d’un premier degré réjouissant. Il convoque ainsi l’Âge d’Or du cinéma Hollywoodien, reconstitue avec minutie ses rêves de cinéphiles biberonnés aux grands classiques, conférant au film une tenue remarquable. Et le conte de désamorcer par sa sincère transposition la dimension très opportuniste et fondamentalement mièvre du projet ».
L'année suivante Kenneth Branagh apparaît dans le film de guerre Dunkerque signé par son confrère américain Christopher Nolan où il donne la réplique au chanteur Harry Styles et aux acteurs Cillian Murphy, Fionn Whitehead, Tom Hardy et Aneurin Barnard, ce qui lui permet de conserver notoriété et crédibilité en tant qu'acteur. Si les précédents films de Nolan avaient été pour la plupart salués tant par le public que par la presse, l'accueil de ce film est plus mitigé, ce qui n'empêche pas le long-métrage de participer à la saison des prix.
Kenneth Branagh enchaîne ensuite avec un film policier, Le Crime de l'Orient-Express, adapté du célèbre roman d'Agatha Christie, dans lequel Branagh incarne le détective belge Hercule Poirot. Il donne ainsi la réplique à Johnny Depp, Michelle Pfeiffer, Josh Gad et aux actrices Olivia Colman et Lucy Boynton. Même si les critiques sont mitigées au vu du scénario, son talent pour la réalisation est quant à lui, salué par les critiques - « Kenneth Branagh signe un film d'une grande élégance, à l'esthétique très léchée et somptueusement mis en scène. » (Télé Loisirs). Il est à nouveau acteur-réalisateur sur le drame historique All is True, où il incarne enfin sur grand écran William Shakespeare. Le film bénéficie d'une sortie discrète sur les plateformes de streaming, et les critiques n'en parlent que peu.
En 2020, il est à l'affiche de deux films. Il collabore à nouveau comme acteur avec Christopher Nolan sur le film de science-fiction Tenet porté par John David Washington, avec également Elizabeth Debicki, Clémence Poésy et Robert Pattinson. Toutefois, compte tenu de la crise sanitaire, le film bénéficie d'une sortie catastrophique voire chaotique avant de recevoir des critiques pour la plupart négatives. En dépit de ses obstacles, le film bénéficie d'un modeste succès au box-office. En parallèle, il travaille sur une nouvelle adaptation de Mort sur le Nil.
L'année suivante signe son retour en force en tant que réalisateur avec deux films à l'affiche à deux mois d'intervalle. Le premier est un long-métrage semi-autobiographique nommé Belfast. Le film s'attarde sur l'enfance de Buddy (alter ego fictif de Branagh) et la montée des tensions entre protestants et catholiques dans l'Irlande du Nord de la fin des années 1960. Écrit durant le premier confinement, Branagh en entame le tournage dès que les studios de cinéma rouvrent. Pour cette comédie dramatique à hauteur d'enfant, il s'entoure d'acteurs populaires comme Caitriona Balfe star planétaire d'Outlander, et Jamie Dornan qui campent des personnages inspirés de ses parents. Tandis que Ciaran Hinds et Judi Dench jouent ses grands-parents. Il signe avec cette dernière sa troisième collaboration.
Présenté début octobre 2021 au Festival international du film de Toronto, le long-métrage obtient des critiques très élogieuses recevant au passage le Prix du public tant convoité, ce qui place le film dans les meilleures dispositions pour la saison des prix qui débute. Ses talents de cinéaste sont favorablement redécouverts par le public, et la distribution du film est encensée, en particulier le débutant Jude Hill qui interprète Branagh enfant. Le film rencontre un beau succès, tant critique que public. Entre octobre 2021 et janvier 2022, le réalisateur entreprend une longue et intense campagne de promotion de son film. Le film reçoit successivement 7 nominations aux Golden Globes puis aux Oscars, et Branagh remporte l'Oscar du meilleur scénario original.
En 2022, il poursuit son incursion dans le monde de la romancière Agatha Christie et dévoile sa nouvelle version du roman Mort sur le Nil tourné en 2019. Bénéficiant d'une distribution réunissant Armie Hammer, Gal Gadot et Emma Mackey, notamment, le long-métrage le film est premier à sa sortie en France et engrange 13 millions de dollars de recettes dans le monde. Tout comme pour Le Crime de l'Orient-Express, les critiques sont très mitigées mais positives. Un 3e film de la saga Hercule Poirot : Mystère à Venise, adapté du roman La Fête du potiron, sort le 13 septembre 2023 en France et le 15 aux États-Unis.

## Filmographie

### Acteur

#### Cinéma

##### Années 1980-1990
- 1987 : Un mois à la campagne de Pat O'Connor : James Moon
- 1987 : Soleil grec de Clare Peploe : Rick Lamb
- 1989 : Henry V de lui-même : Henri V
- 1991 : Dead Again de lui-même : Roman Strauss / Mike Church
- 1992 : Peter's Friends de lui-même : Andrew Benson
- 1993 : Beaucoup de bruit pour rien de lui-même : Benedict
- 1994 : Frankenstein de lui-même : Victor Frankenstein
- 1995 : Othello d'Oliver Parker : Iago
- 1996 : Hamlet de lui-même : Hamlet
- 1998 : La Proposition de Lesli Linka Glatter : Père Michael McKinnon
- 1998 : The Gingerbread Man de Robert Altman : Rick Magruder
- 1998 : Celebrity de Woody Allen : Lee Simon
- 1998 : Envole-moi de Paul Greengrass : Richard
- 1998 : The Dance of Shiva de Jamie Payne : le colonel Evans
- 1999 : Wild Wild West de Barry Sonnenfeld : Dr. Arliss Loveless

##### Années 2000
- 2000 : Peines d'amour perdues (Love's Labour's Lost) de lui-même : Berowne
- 2000 : Comment tuer le chien de son voisin (How to Kill Your Neighbor's Dog) de Michael Kalesniko : Peter McGowen
- 2000 : La Route d'Eldorado (The Road to El Dorado) d'Éric Bergeron, Will Finn, Don Paul et David Silverman : Miguel (voix)
- 2002 : Le Chemin de la liberté (Rabbit-Proof Fence) de Phillip Noyce : A.O. Neville
- 2002 : Harry Potter et la Chambre des secrets (Harry Potter and the Chamber of Secrets) de Chris Columbus : Gilderoy Lockhart
- 2004 : Cinq Enfants et moi de John Stephenson : Oncle Albert
- 2008 : Walkyrie (Valkyrie) de Bryan Singer : Henning von Tresckow
- 2009 : Good Morning England de Richard Curtis : sir Alistair Dormandy

##### Années 2010
- 2011 : My Week with Marilyn de Simon Curtis : sir Laurence Olivier
- 2012 : Stars in Shorts : Mark Snow
- 2013 : The Ryan Initiative de lui-même : Viktor Cherevin
- 2017 : Dunkerque de Christopher Nolan : commandant Bolton de la Royal Navy
- 2017 : Le Crime de l'Orient-Express de lui-même : Hercule Poirot
- 2018 : All Is True de lui-même : William Shakespeare

##### Années 2020
- 2020 : Tenet de Christopher Nolan : Andrei Sator
- 2022 : Mort sur le Nil (Death on the Nile) de lui-même : Hercule Poirot
- 2022 : Vaillante (Fireheart) de Laurent Zeitoun et Theodore Ty : Shawn Nolan (voix)
- 2023 : Oppenheimer de Christopher Nolan : Niels Bohr
- 2023 : Mystère à Venise (A Haunting in Venice) de lui-même : Hercule Poirot

#### Courts métrages
- 2001 : Schneider's 2nd Stage de Phil Stoole
- 2002 : Alien Love Triangle de Danny Boyle : Steven Chesterman
- 2011 : Prodigal de Benjamin Grayson : Mark Snow

### Télévision

#### Séries télévisées
- 1982 - 1984 : Play for Today : Billy Martin
- 1983 : Maybury : Robert Clyde Moffat
- 1984 : The Boy in the Bush : Jack Grant
- 1987 : Fortunes of War : Guy Pringle
- 2008 : 10 Days to War : Colonel Tim Collins
- 2008 - 2015 : Les Enquêtes de l'inspecteur Wallander (Wallander) : Kurt Wallander
- 2022 : This England : Boris Johnson

#### Téléfilms
- 1983 : To the Lighthouse de Colin Gregg : Charles Tansley
- 1985 : Coming Through de Peter Barber-Fleming : D. H. Lawrence
- 1987 : The Lady's Not for Burning de Julian Amyes : Thomas Mendip
- 1989 : Look Back in Anger de Judi Dench : Jimmy Porter
- 2001 : Conspiration de Frank Pierson : Reinhard Heydrich
- 2002 : Shackleton de Charles Sturridge : Sir Ernest Henry Shackleton
- 2005 : Warm Springs de Joseph Sargent : Franklin D. Roosevelt

### Réalisateur

#### Années 1980-1990
- 1989 : Henry V
- 1991 : Dead Again
- 1992 : Le Chant du cygne (court métrage)
- 1992 : Peter's Friends
- 1993 : Beaucoup de bruit pour rien
- 1994 : Frankenstein
- 1995 : Au beau milieu de l'hiver
- 1996 : Hamlet

#### Années 2000
- 2000 : Peines d'amour perdues
- 2003 : Listening (court métrage)
- 2006 : Comme il vous plaira
- 2006 : La Flûte enchantée
- 2007 : Le Limier

#### Années 2010
- 2011 : Thor
- 2014 : The Ryan Initiative
- 2015 : Cendrillon (Cinderella)
- 2017 : Le Crime de l'Orient-Express (Murder on the Orient Express)
- 2018 : All is True

#### Années 2020
- 2020 : Artemis Fowl
- 2021 : Belfast
- 2022 : Mort sur le Nil (Death on the Nile)
- 2023 : Mystère à Venise (A Haunting in Venice)
- prochainement : The Last Disturbance of Madeline Hynde

### Producteur
- 1992 : Peter's Friends de lui-même
- 1993 : Beaucoup de bruit pour rien de lui-même
- 1994 : Frankenstein de lui-même
- 2000 : Peines d'amour perdues de lui-même
- 2008-2015 à la télévision : Les Enquêtes de l'inspecteur Wallander (série TV) - 12 épisodes
- 2007 : Le Limier de lui-même
- 2012 : Avengers de Joss Whedon
- 2013 : Thor : Le Monde des ténèbres d'Alan Taylor
- 2017 : Le Crime de l'Orient-Express de lui-même
- 2018 : All is True de lui-même
- 2020 : Artemis Fowl de lui-même
- 2021 : Belfast de lui-même
- 2022 : Mort sur le Nil de lui-même
- 2023 : Mystère à Venise (A Haunting in Venice) de lui-même

### Scénariste
- 1989 : Henry V de lui-même
- 1993 : Beaucoup de bruit pour rien de lui-même
- 1995 : Au beau milieu de l'hiver de lui-même
- 1996 : Hamlet de lui-même
- 2000 : Peines d'amour perdues de lui-même
- 2003 : Listening (court métrage) de lui-même
- 2006 : Comme il vous plaira de lui-même
- 2006 : La Flûte enchantée de lui-même
- 2021 : Belfast de lui-même
- 2023 : Mystère à Venise de lui-même

## Distinctions

### Récompenses

#### Années 1990
- British Academy Film Awards 1990 : meilleur réalisateur dans un drame historique pour Henry V
- Prix du cinéma européen 1990 :
  - meilleur film européen pour Henry V
  - meilleur acteur européen pour Henry V
- Evening Standard British Film Awards 1990 : meilleur film pour Henry V
- British Academy Film Awards 1993 : lauréat du prix Michael-Balcon
- Guild of German Art House Cinemas 1994 : meilleur film pour Beaucoup de bruit pour rien
- London Critics Circle Film Awards 1994 : réalisateur britannique de l'année pour Beaucoup de bruit pour rien
- Festival du film de Boston 1995 : lauréat du prix de l'excellence[réf. nécessaire]
- Mostra de Venise 1995 : Osella d'or de la meilleure réalisation pour Au beau milieu de l'hiver
- Evening Standard British Film Awards 1998 : lauréat du prix spécial du Jury pour Hamlet

#### Années 2000
- Empire Awards 2000 : Lauréat du Prix Inspiration Award
- Primetime Emmy Awards 2001 : Meilleur acteur dans une mini-série ou un téléfilm pour Conspiration
- 2003 : London Critics Circle Film Awards de l'acteur britannique de l'année dans un second rôle pour Harry Potter et la Chambre des secrets
- Mostra de Venise 2007 : Lauréat de la Mention Spéciale Queer Lion Award pour Le Limier
- British Academy Television Awards 2009 : Meilleure série dramatique pour Les Enquêtes de l'inspecteur Wallander
- 2009 : Broadcasting Press Guild Awards du meilleur acteur pour Les Enquêtes de l'inspecteur Wallander

#### Années 2010
- British Academy Television Awards 2010 : Meilleur acteur pour Les Enquêtes de l'inspecteur Wallander
- British Independent Film Awards 2011 : Lauréat du Prix Variety
- 2011 : Capri de la meilleure distribution pour My Week with Marilyn partagé avec Eddie Redmayne, Julia Ormond, Michelle Williams, Emma Watson, Dominic Cooper, Dougray Scott, Judi Dench et Zoë Wanamaker
- 2012 : London Critics Circle Film Awards de l'acteur britannique de l'année dans un second rôle pour My Week with Marilyn
- 2014 : International Festival of Historical Films "Beyond Time" de la meilleure leçon d'histoire pour Construire un feu partagé avec Alexander Raye Pimentel (Producteur numérique), Kevin Brownlow (Producteur segment), David Gill (Producteur segment), Rene Meyer-See (Producteur), Henri Chretien (Créateur de processus hypergonar), Claude Autant-Lara (Réalisateur), José Davert (Acteur), Henri Barreyre (Cinématographe) et Jack London (Auteur original du livre)
- 2015 : Heartland Film du meilleur film pour Cendrillon (Cinderella)
- London Film Critics Circle Awards 2016 : Lauréat du Prix Dilys Powell
- BAFTA/LA Britannia Awards 2017 : Albert R. Broccoli Britannia pour sa contribution au monde du cinéma
- International Emmy Awards 2017 : Meilleur acteur pour Les Enquêtes de l'inspecteur Wallander

#### Années 2020
- Critics' Choice Movie Awards 2022 : Critics' Choice Movie Award du meilleur scénario original pour Belfast
- Golden Globes 2022 : Golden Globe du meilleur scénario pour Belfast
- Oscars 2022 : Oscar du meilleur scénario original pour Belfast

### Nominations
- British Academy Film Awards 1990 : Meilleur acteur pour le rôle d'Henry V pour Henry V
- Oscars 1990 : Meilleur réalisateur et Meilleur acteur pour Henry V
- Oscars 1993 :Oscar du meilleur court métrage en prises de vues réelles pour Le Chant du cygne
- Oscars 1997 : Meilleur scénario adapté pour Hamlet
- Golden Globes 2010 : Meilleur acteur dans une mini-série ou un téléfilm pour Les Enquêtes de l'inspecteur Wallander
- Golden Globes 2012 : Meilleur acteur dans un second rôle pour My Week with Marilyn
- Oscars 2012 : Meilleur acteur dans un second rôle pour My Week with Marilyn
- Golden Globes 2022 : Golden Globe de la meilleure réalisation pour Belfast
- Oscars 2022 : Meilleure réalisation pour Belfast

## Voix francophones

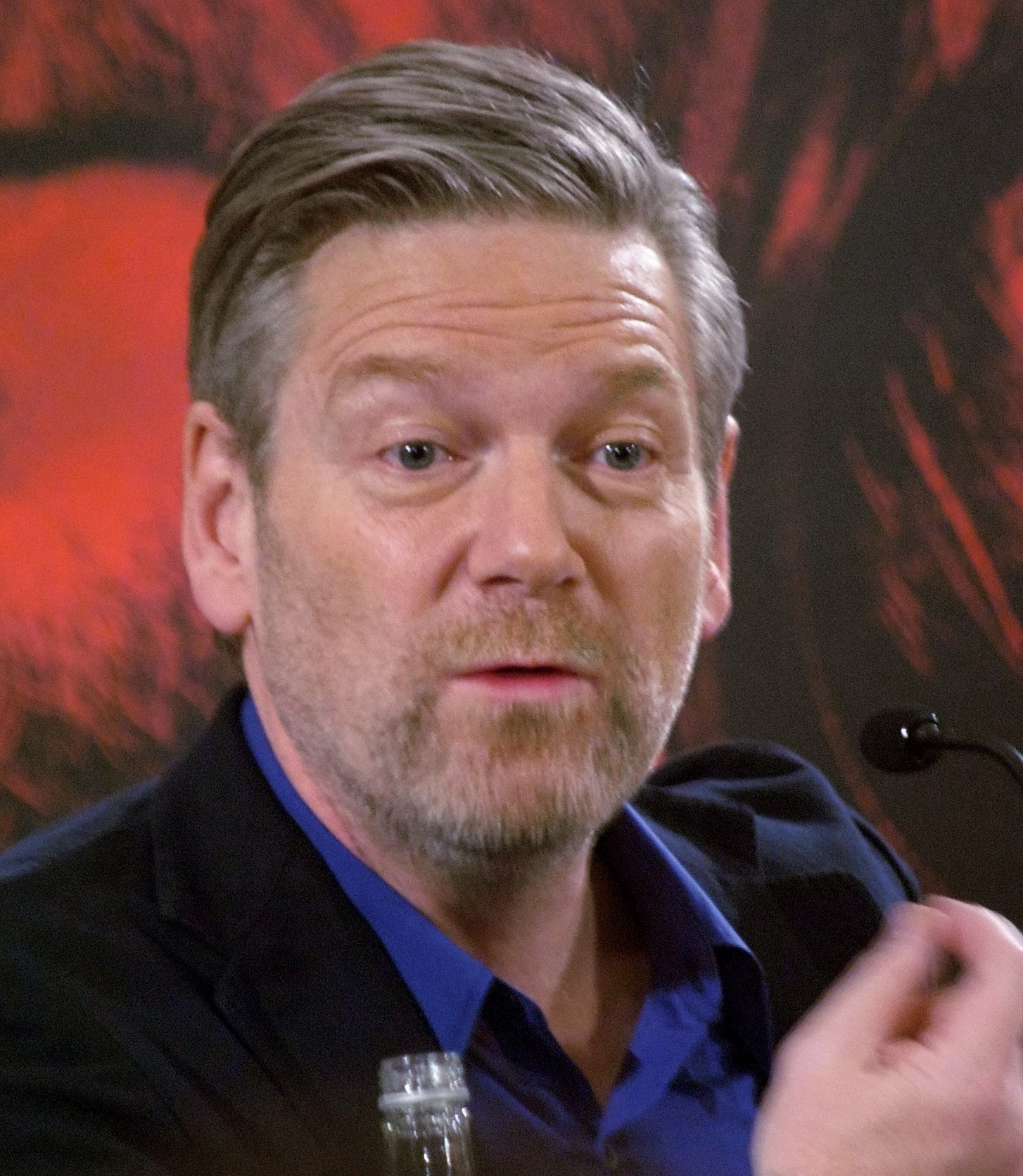
Kenneth Branagh, Avril 2011.

En version française, Kenneth Branagh, est dans un premier temps doublé par Gérard Depardieu dans Henry V et Bernard Lanneau dans Dead Again. Par la suite, Patrick Poivey devient sa première voix régulière, le doublant entre 1992 et 2004 dans Peter's Friends, Beaucoup de bruit pour rien, Othello, Looking for Richard et Cinq enfants et moi.
En parallèle, Branagh est notamment doublé par Éric Herson-Macarel dans La Proposition et The Gingerbread Man, Jean-Philippe Puymartin dans Celebrity, Le Chemin de la liberté, Jean-Daniel Nicodème dans Frankenstein, Philippe Torreton dans Hamlet, Raymond Acquaviva dans Peines d'amour perdues, Julien Kramer dans Comment tuer le chien de son voisin, ou encore Michel Papineschi dans Conspiration
Renaud Marx, est également une voix régulière du comédien, mais le double de manière sporadique durant plus de vingt ans. Il est ainsi sa voix entre 1999 et 2022 dans les films Wild Wild West, Harry Potter et la Chambre des secrets, Walkyrie, Le Crime de l'Orient-Express, Tenet et Mort sur le Nil. En parallèle, Branagh est doublé par François Marthouret dans Good Morning England, Emmanuel Jacomy dans Les Enquêtes de l'inspecteur Wallander, Christian Gonon dans My Week with Marilyn (et qui le retrouve en 2023 dans le film Oppenheimer), Miglen Mirtchev dans The Ryan Initiative et Jean-Yves Chatelais dans Dunkerque.